# ばらの封印
『ばらの封印』（ばらのふういん）は、小室しげ子による日本のホラー漫画作品。惨殺事件があった洋館に忍び込んだ学生達が隠されていた地下室を見つけ、扉を封印していたバラの十字架に手をかけてしまい、日本へ渡って来ていたバートリ家の吸血鬼を復活させてしまう。
『なかよしデラックス』（講談社）にて1984年連載された。

## 書誌情報
- ばらの封印 1985年1月10日第1刷 ISBN 978-4061084889